# ジョージーズショウタイム
SATURDAY EVENING VARIETY WIDE ジョージーズショウタイム（サタデー イブニング バラエティ ワイド じょーじーずしょうたいむ）はBAN-BANラジオで放送されていたラジオ番組。毎週土曜日16:00-18:55に生放送。(当日22:00-24:55に再放送)2008年4月12日放送開始。2015年3月28日放送終了。兵庫県加古川市を中心に放送されているコミュニティFMであるBAN-BANラジオの中ではメール・FAXの応募が非常に多くインターネットのサイマルラジオを通じて全国で聴取が可能なため、地域外のリスナーも多かった。

## バンソナリティ
（BAN-BANラジオではパーソナリティを『バンソナリティ』と呼んでいる。）
- 吉田ジョージ（気象予報士）

## 番組内容
ラジオDJであり、気象予報士資格も持つ吉田ジョージのトークと、リクエスト&メッセージ、そして、クイズとネタの2大コーナーで構成される3時間の抱腹絶倒プログラムである。

## クイズコーナー
クイズカバチタレ！
原曲のカバー曲を流し、『誰の』・『何という曲』を『誰が』カバーしているか3要素すべて答える。正解者の中からエンディングで抽選を行い、1名にステッカーとシールセットが送られる。
正解の際には吉田が、『ホニャララの』・『ホニャララ』を『ホニャララ』がカバチタレ！と読んでいる。
投稿の際は、ボケ回答も送って良いが、単なる「誤答」扱いである。中には、クイズコーナーのタイトルもボケて投稿するリスナーも存在する。

## ネタコーナー
- 複数のネタを投稿しても構わない。（1回の放送分につき、3ネタ程度までが読まれやすい。）

おしめ作文
この番組のメインコーナーで、いわゆる『あいうえお作文』であり、3文字のお題にそって、リスナーからの作文を募集。
おしめ作文の始まりは、「お 怒るで し しかし め めがねめがね」だった。
尚、作文の頭文字3文字は、「しりとり」で続いているため、当日の3文字目は翌週の頭文字となる。（例・おしめ→めだか）但し、濁音・半濁音は清音と相互変換して使用しても良い。（例・た⇔だ、は⇔ば⇔ぱ）
普通の短文の他、色んなアレンジを加えての投稿もある。
(例・物語・会話・クイズ・日記・番組パロディ・漫才等)
下ネタ作文は、吉田・スタッフの判断でカットされるときもある。(ソフトな下ネタはOK)。
BAN句
当日のおしめ作文のお題の3文字を含めた「川柳」を作る。
改名さんいらっしゃ〜い！
芸能人・有名人の芸名、グループ名を勝手に面白おかしく改名する。

## その他のコーナー
サークルShow Time
東播磨で活躍するさまざまなジャンルの人物をスタジオに迎え、吉田とトークを繰り広げる。
きらっと東播磨
東播磨生活創造センター「かこむ」から地域のイベント情報を紹介する。（月1回実施）
メーカーさん聞いてますかー？
吉田が気になっているおすすめ商品を番組内で細かく紹介し、コーナーの最後には、「メーカーさーん、聞いてますかーーー？」と叫び、番組スポンサーになって頂こうと言うスポンサー獲得営業企画。
現在、まだスポンサーになって頂いている企業がないことを吉田が自身のFacebookページで呟いている。
ひらT破天荒
BAN-BANラジオで、じもラジ月曜日担当のバンソナリティを務める平野智一の破天荒なエピソードを投稿する。
(実話・作り話の別は問わない)。
お悩み相談合戦
リスナーから寄せられた悩み相談に対して、吉田ではなく、他のリスナーからの投稿によって解決していこうというコーナー。
高岡式リクエスト
男性市民ミキサー「高岡氏」からの企画。
「あ行の3番」のように「50音・番号」の形でリクエストを送ると当該の曲が流れる。
マッチョ鈴木の恋愛バカヤロー！
婚活歴8年、某大学の職員であるマッチョ鈴木の婚活活動を報告する企画。月1回放送される(鈴木のスケジュールの都合で放送されないときがある)。
チキンメール企画
特別番組の兼ね合いで再放送の開始時刻が深夜にずれ込んだ場合は「再放送終了時刻に1番近い時間にメールを送信」したリスナーにステッカーのプレゼントが行われる。

## GP 制度
- 番組内で吉田が気に入ったネタは『別枠』扱いとなり、番組エンディングで別枠ネタの投稿者の中から『MVP』を決定。

- MVPはおしめ作文の中から選ばれることが殆どであるが、BAN句などほかのネタ投稿から選ばれることもある。

- MVPに選ばれると、『GP（ジョージーズ ポイント）』が与えられ、そのネタの投稿者はステッカーとシールセットが送られる。

- ポイントは『マイレージ』制度となっている。

- ポイントに応じてプレゼントが変わり、30GP獲得すると、『番組にいつでも1回出演する権利』が貰え、『名誉おしめスト』の称号を得られる。（現在2名の名誉おしめストが誕生している。2013年8月10日の放送で、初代名誉おしめストが番組に生出演した。尚、番組出演する際には,『○月○日に出演したいんですけど…』と連絡を入れなければならないと吉田が番組中に何度も話している。）
- 番組冒頭で、現在GPを獲得しているリスナーのポイント数とバンネーム(ラジオネーム)を読み上げる。

## GP プレゼント
- 1GP毎…ステッカーとシールのセット（BAN-BANネットワークスのキャラクター播左衛門（ばんざえもん）とばんば姫の描かれたステッカーとシールの2枚セット。ステッカーには吉田と、番組スタッフのサイン付き。）

- 5GP…ひったくり防止かごカバー

- 10GP…スマートフォンカバー

- 15GP…椅子脚カバー

- 20GP…播左衛門とばんば姫の弁当箱

- 30GP…番組1日好きなときに出演できる権利

ステッカー及び弁当箱はBAN-BANネットワークスのグッズ、その他はオリジナルとなる。
なお、2017年〜の特番になってからは、GPのランキングには加算されるが、プレゼントの交換システムは無く、毎回MVPに選ばれたリスナーにその時のプレゼントを送っている。

## 特別編成
- 2011年1月1日深夜1時~7時まで新春特番「NEW YEARショウタイム」が6時間に渡って生放送された。生放送と同時にユーストリームから動画配信も実験的に行い、スタジオの様子も見られた。

- 2013年11月23日の放送で3年ぶりに新春特番が放送されることが明らかになる。その元旦SPで行おうとする企画として「音で当てるクイズ」「お年玉GPばら撒き」「女子読み作文」「メール早打ちクイズ」が挙げられていた。

- 2014年1月1日深夜1時15分~6時まで新春特番「初投稿・ジョージーズショウタイム」が4時間45分に渡り、BAN-BANラジオとBAN-BANテレビで同時生放送された。普段は吉田一人で進行しているが、女性アシスタントに同局で放送中の「テレビ★クーポンポン！」でお馴染みの「マリコお姉さん」こと、宇田満里子が起用された。また、前番組の年越し特番「ゆく年くる年2014」の生放送を終えた中西則善・藤田貴子・あらじお・わきたかしも生出演し、(わきは、前年度まで新春特番「お正月だよ！わきたかし」に出演していた。)トークが大幅に脱線した結果、あとの時間が押してしまい、当初時間帯ごとに3つの作文のお題を考えられていたのが、冒頭のお題が番組終了まで変更されなかった。

- 2014年1月4日の放送分では、吉田の代役として女性落語家の露の紫が出演し、「パープルズショウタイム」として放送。自身のレギュラー番組金曜ぱあぉ~んよりも倍以上の投稿数に驚き、自身も目標投稿数を「88通」ノルマを課したが、結果は「87通」だった。

- 2014年2月8日は、大雪のために吉田が平日の東海テレビスーパーニュースの気象情報の兼ね合いにより名古屋へ残ったため、急遽、吉田と同じ事務所の後輩福士幹朗が代役で出演。
- 2015年1月24日の放送分で、3月末で番組終了が発表された。
- 2015年3月28日最終回、7年間の歴史に幕が閉じた。
- 最終回から2年経った2017年4月1日土曜日に、BAN-BANラジオ開局10周年記念特番として「ジョージーズショウタイム リターンズ」として加古川寺家町にあるコミュニティスペースびぃぷらすからの公開生放送され、番組終了後はリスナーとの交流会も実施された。
- 2018年4月1日にも再び、BAN-BANラジオ開局11周年記念特番として、「ジョージーズショウタイム リターンズ」の公開生放送が実施された。今回は吉田のスケジュールにより、土曜日ではなく、日曜日の午前11時〜13時55分までのO.A.で、加古川駅前のたこ焼き屋THEこなもん道場 たこ魂がスポンサーに付いた。

2019年4月13日にも再び、「ジョージーズショウタイム リターンズ 2019」の公開生放送が実施予定。今回は2年ぶりの土曜日だが、放送時間は13時〜15時55分までのO.A.で、THEこなもん道場 たこ魂がスポンサーに付く。（なお、再放送は4月14日 20時〜22時55分の予定。）

## 備考
- BAN-BANラジオの番組紹介ページによると、「リスナー参加型の番組として、大人気の吉田ジョージが仕切るトークショー。言葉遊びやテーマトークを混ぜながら楽しさ120%、土曜のひとときをお送りします。」と書かれている。

- OPテーマは、メイナード・ファーガソン「The Fly」〜「スタートレックのテーマ（Theme From Star Trek）アメリカ横断ウルトラクイズのテーマ曲」を繋げたオリジナルテーマであり、OPテーマが流れると、「皆さんこんにちは、ジョージーズショウタイム、吉田ジョージです。今日は○月○日土曜日と言うことで…」とそのままOPトークが始まる。（但し、2013年11月8日~11月22日放送分では、OPテーマを流すパソコンが故障してしまい、アレンジ無しのスタートレックのテーマ原曲が吉田のトーク終了まで繰り返し流れた。）

- 番組の大まかな流れは、OPトーク→おしめ作文お題発表（ブログに掲載されたリスナーからの例題が読まれる。）GPランキング紹介→クイズカバチタレ！出題→本当のOPの一曲（吉田セレクトの1曲目）→ゲストコーナー→クイズカバチタレ！答え合わせ&作文紹介&リクエスト→（毎時56分~交通情報、天気予報、17:50~BAN-BAN BIRTHDAY BANK）→18時30分メール・FAXの受付終了→クイズカバチタレ！答え合わせ&抽選→MVP発表→次回作文のお題発表と再放送用OPトークのおさらい→EDトーク。となる。

- おしめ作文の紹介は、名誉おしめストの投稿作品から紹介して、その他のリスナーの投稿を紹介していく。

- 寄せられた作文やメッセージの内容に吉田が興味を持つとトークを繰り広げるため、最終的に作文をすべて紹介出来ない事が多い。

- 最近は投稿数の増加も伴い、3時間で全て紹介できないことも多いが、1度読まれたリスナーの投稿は「ごめん、後に回すわ。」と言って全員の作品を読む努力をしているが、投稿数の増大により、読まれない作品も出てきつつあり、吉田は申し訳なく思っている。(但し、送ってくれたリスナーのメッセージを最低でも1通は読むようにしており、全員のBANネームを呼び掛けている。)

- 番組の最後は、生放送と再放送のリスナーに向けて『ありがとう、さよなら、おやすみ』と締めくくる。

- 番組終了後、BAN-BANラジオのブログにて、MVPと次回おしめ作文のお題と、生放送で吉田が話したトークテーマが更新されており、コメント欄にリスナーが「例題」を書き込むと、翌週のお題発表の際に読んでもらえる。（但し、別枠扱いにはならないが、一度だけ放送内の作文で別枠が無く、例文をかいたリスナーがMVPを獲得したことがある。）

- BAN-BANラジオのタイムテーブル内の番組紹介の写真が吉田と所属事務所が同じ、BAN-BANラジオで番組を担当している北原雅樹にそっくりである。

- 以前は15:00~18:00まで放送されていた時期がある。（再放送は現在と同じ時刻）

- 番組スタッフ（特に市民ミキサー「レバー」氏）の笑い声や進行への指示・突っ込みが番組中にマイクに入ってしまい電波に乗ることがよくある。

- 2013年11月30日の放送で、リスナーからの指摘により、当番組のwikipediaページが出来ていることを知り、オープニングトークでwikipediaの内容を確認と指摘をしていた。その際に、「吉田」と記入されていることに「吉田って…」と呼び捨てされていることにムッとしていた。

- 同日の放送で番組がwikipediaで紹介されたことにより、「目指すはギャラクシー賞や！これ加筆しといて。」と話していた。

- 番組が始まって5年目にwikipediaの書き込みで吉田を始めプロデューサー・スタッフ陣全員が正式タイトルを初めて知ったため、翌週2013年12月7日から、正式タイトルを伝えているが、長すぎて吉田は中々覚えられないうえ、最近は正式タイトルを言わなくなった。

- 2014年2月15日よりGP獲得、カバチタレのルールが若干変更される。現行「その週のMVP1人のみに1GP獲得」していたのが、リスナーからの指摘により、「MVP1人には1GPとステッカーとシールセットのプレゼント」と、「別枠に選ばれたリスナー全員に1GP(プレゼントは無し)」に変更され、翌週2月22日には、「別枠全員やと多すぎるやろ」と吉田の発言により、GP獲得は「MVP1人＋別枠2人(別枠が2人以上になった場合は吉田の判断により決定)＝3人」、に統一され、クイズカバチタレ！の答え合わせだけでかなりの時間を費やすようになってしまったので、18時台(再放送は24時台)冒頭での出題は省略することになった。

- 2014年2月1日の放送では、メール・FAXの投稿数が番組史上最高の「94通」を記録した。

- 番組内で吉田が「wikipediaで書いてくれることは嬉しいけど、あえてこっちサイド（吉田・製作陣）は加筆しないようにしよう。どんどん書いてや！」と加筆を促している。（間違いがあった際は放送で訂正するが、加筆はあくまでリスナーが行う。）

- 最終回には、7丁目（地元加古川で活動中のシンガーユニット）が生歌を披露し吉田は号泣、さらに同じ事務所の中西則善が名古屋での吉田のギャラ事情を根掘り葉掘り聞き出し、代走みつくにが電話出演でトークした。